# Aigle Blanc
Aigle Blanc (svenska: Vita örnen), född 19 februari 1999 i Paris i Île-de-France är en fransk fribrottare. Han är ett av de största namnen på den europeiska fribrottningsscenen där han synts till i många olika förbund. I Frankrike brottas han främst för APC Catch där han vunnit titelbälten.
Han har även brottats i Mexiko för Consejo Mundial de Lucha Libre under namnet Aguila Blanca. I likhet med många mexikanska fribrottare och enligt traditionen inom den mexikanska stilen lucha libre, bär Aigle Blanc en fribrottningsmask när han brottas och hans riktiga namn är inte känt av allmänheten.
Aigle Blanc gjorde sin debut år 2013 och har sedan dess, förutom i sitt hemland, brottats i Belgien, Nederländerna, Tyskland, Portugal, Storbritannien, Rumänien, Pakistan och Qatar.

## Bildgalleri

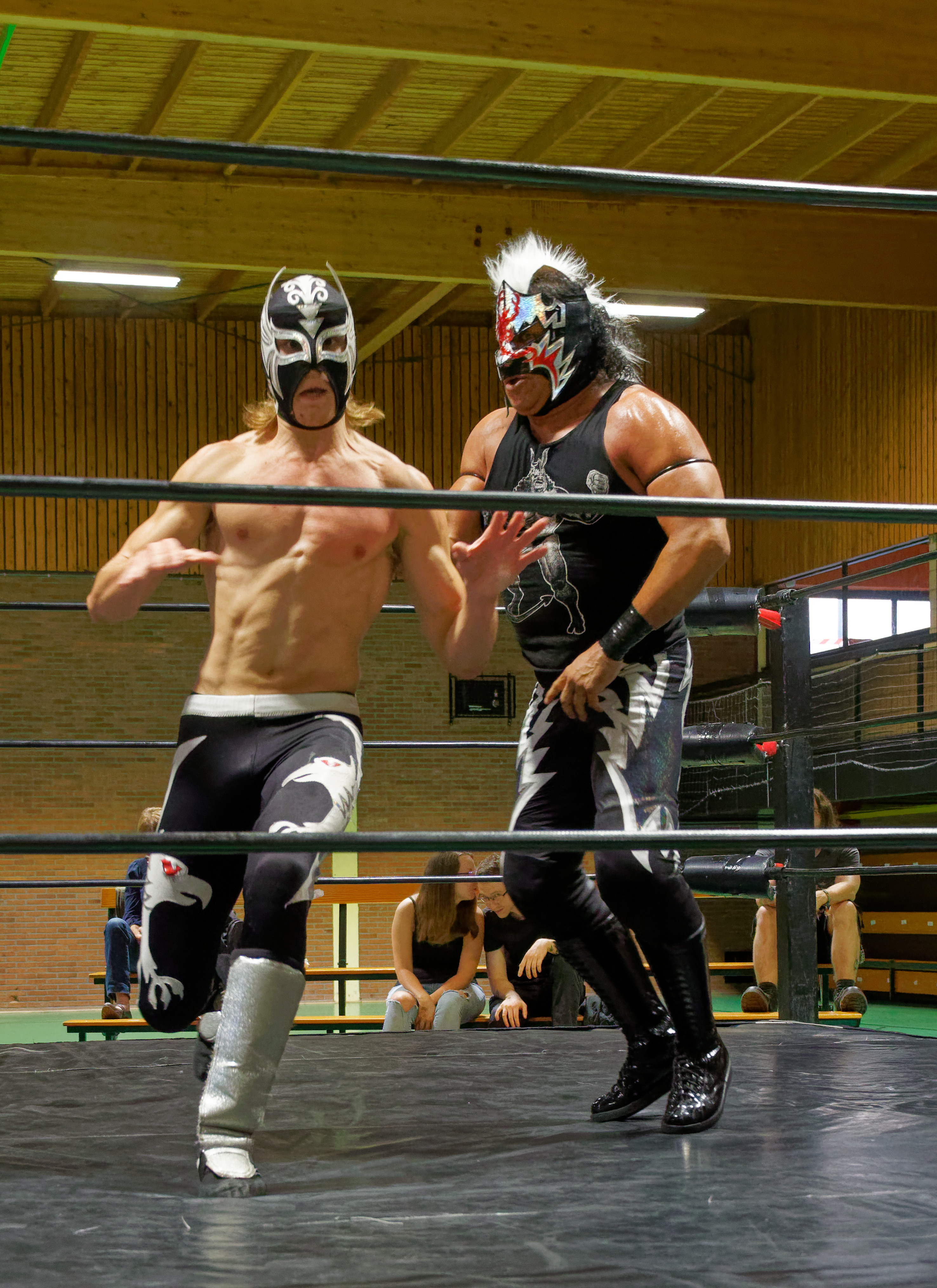
Aigle Blanc (till vänster), i kamp med Nitro i ringen.
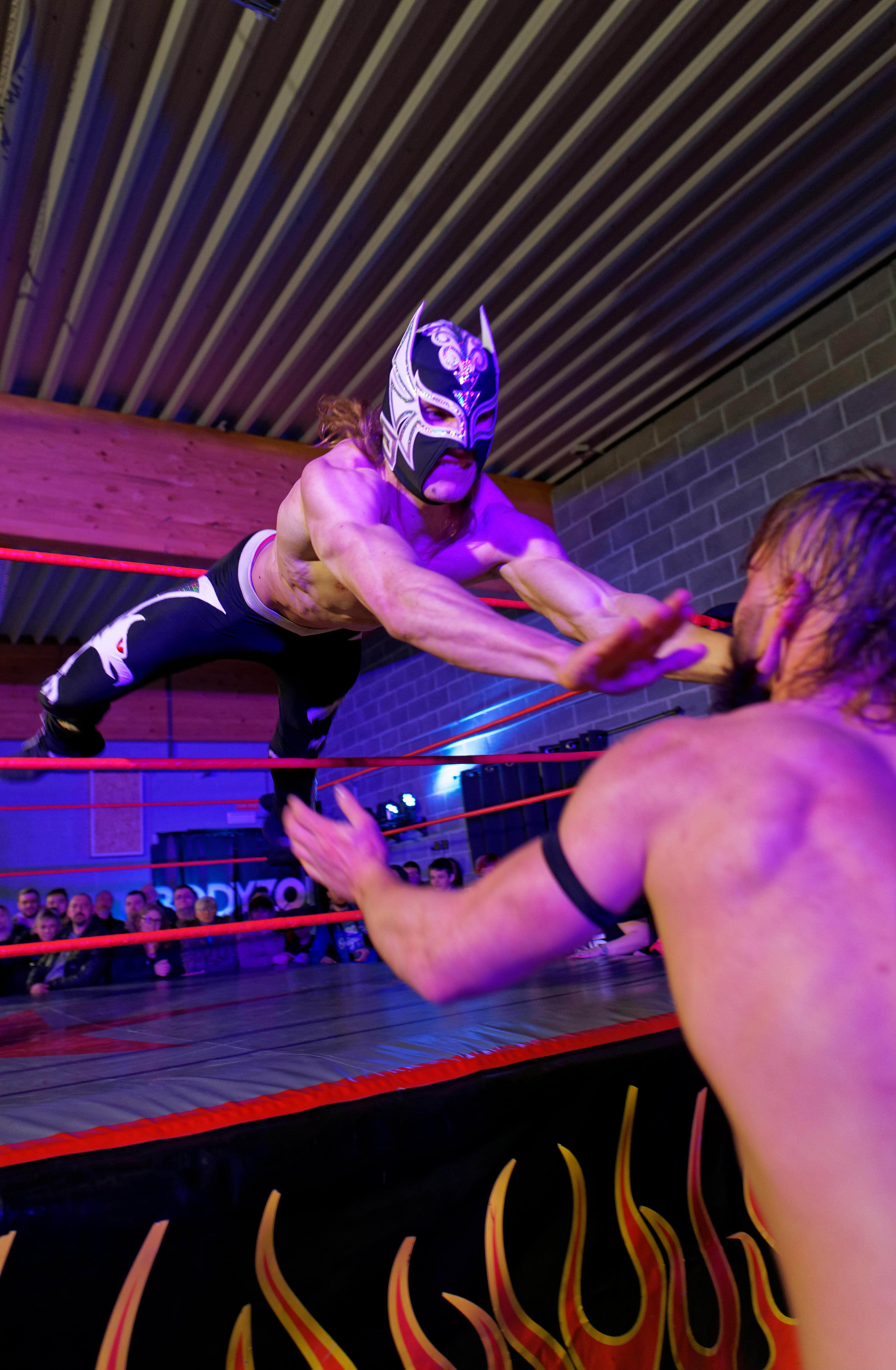
Aigle Blanc utför en så kallad Tope suicida (dyk mellan repen).
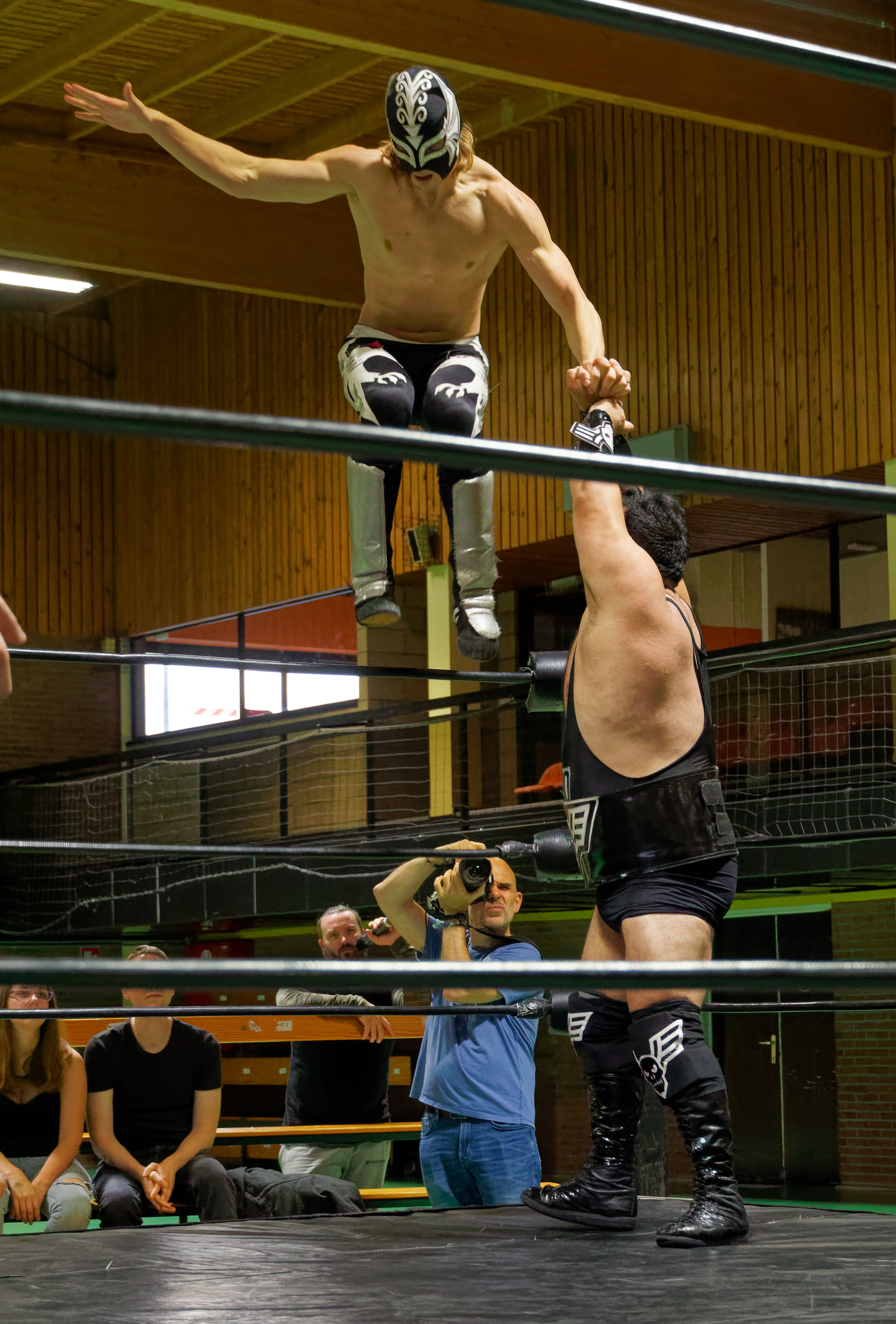
På högsta repet i en match 2019, i färd med att utföra en manöver.